# Чокенешть (Арджеш)
Чокенешть, Чокенешті (рум. Ciocănești) — село у повіті Арджеш в Румунії. Входить до складу комуни Келінешть.
Село розташоване на відстані 100 км на північний захід від Бухареста, 8 км на схід від Пітешть, 108 км на північний схід від Крайови, 102 км на південний захід від Брашова.

## Населення
За даними перепису населення 2002 року у селі проживали 919 осіб, з них 914 осіб (99,5%) румунів. Рідною мовою 915 осіб (99,6%) назвали румунську.